# Wzgórze Arkony

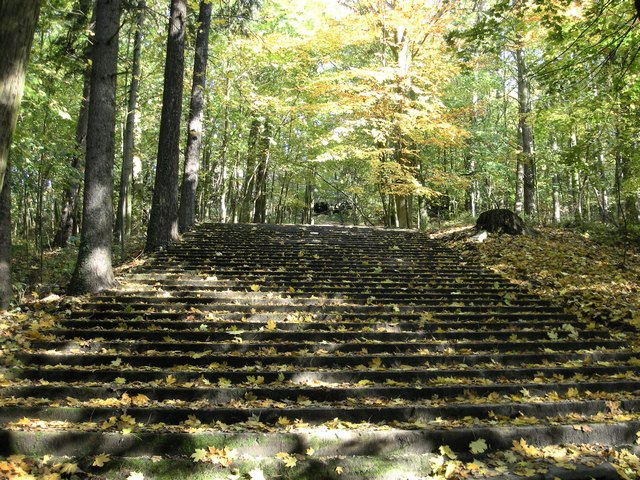
Szczyt Wzgórza Arkońskiego; południowo-zachodnie podejście do Wieży Quistorpa

Wzgórze Arkony (niem. Qusitorp-Hügel, Eckerberg-Hügel; 70,3 m n.p.m.) – wzniesienie we Wzgórzach Warszewskich na obszarze Lasu Arkońskiego w Szczecinie. Administracyjnie leży na Osowie.
W latach 1900-04 wybudowana została tu wieża Quistorpa zniszczona 25 kwietnia 1945 roku, obecnie w formie trwałej ruiny.
Przez Wzgórze Arkony prowadzi  Szlak „Przez Las Arkoński i Wzgórza Warszewskie”.